# Il mago di Venezia
Il mago di Venezia è il diciassettesimo album dell'ensemble di musica strumentale italiano Rondò Veneziano, pubblicato nel 1994 dalla DDD - La drogueria di Drugolo e distribuito dalla BMG Ariola.

## Tracce
Musiche di Gian Piero Reverberi e Ivano Pavesi.
1. Il mago di Venezia – 4:18 – Moderato in mi minore
2. Blu oltremare – 4:08 – Moderato in la maggiore
3. Tiepolo – 4:00 – Lento in sol minore
4. Itinerari veneti – 4:03 – Moderato in mi maggiore
5. Deserti lontani – 3:55
6. Iridescenze – 3:50
7. Litorali – 5:14
8. Filigrana – 2:39 – Moderato in sol minore
9. Alchimie sonore – 3:43
10. Canaletto – 4:22
11. Nettuno – 3:11
12. Buon Natale, mondo – 4:14 – Andante in fa maggiore

## Formazione
- Gian Piero Reverberi - direttore d'orchestra, pianoforte, tastiere
- Rondò Veneziano - orchestra
- Ozzy Shaller - chitarra elettrica solista